# Auxilium Pallacanestro Torino 1989-1990
La Auxilium nel 1989-1990 ha giocato in Serie A2 chiudendo la stagione regolare al primo posto e giungendo fino ai quarti di finale nei play off scudetto.

## Roster
|    | Naz.                   | Ruolo | Sportivo            | Anno | Alt. | Peso | Note |
| -- | ---------------------- | ----- | ------------------- | ---- | ---- | ---- | ---- |
| 4  | Italia (bandiera)      | G     | Alessandro Abbio    | 1971 | 193  | 85   |      |
| 5  | Italia (bandiera)      | G     | Alberto Bogliatto   | 1969 | 196  |      |      |
| 6  | Italia (bandiera)      |       | Andrea Negro        | 1969 |      |      |      |
| 8  | Italia (bandiera)      | G     | Stefano Vidili      | 1968 | 190  | 89   |      |
| 9  | Italia (bandiera)      | G     | Carlo Della Valle   | 1962 | 197  |      |      |
| 10 | Italia (bandiera)      | P     | Nino Pellacani      | 1962 |      |      |      |
| 11 | Stati Uniti (bandiera) | C     | Darryl Dawkins      | 1957 | 211  | 120  |      |
| 12 | Stati Uniti (bandiera) | AG    | Joe Kopicki         | 1960 | 206  | 109  |      |
| 13 | Italia (bandiera)      | AG    | Riccardo Morandotti | 1960 | 200  | 110  | .    |
| 14 | Italia (bandiera)      |       | Achille Milani      | 1962 |      |      |      |
| 15 | Italia (bandiera)      |       | Paolo Scarnati      | 1965 |      |      |      |

### Staff tecnico
Capo allenatore: Giuseppe Guerrieri
Assistente: Federico Danna
Medico: Roberto Carlin

## Risultati
- Serie A2:
- stagione regolare: 1ª classificata;
- play off: quarti di finale
- Coppa Italia: quarti di finale